# Konrad Nikolaus Kleiner
Konrad Nikolaus Kleiner (* 29. Januar 1953 in Donnerskirchen) ist ein österreichischer Sportwissenschafter.

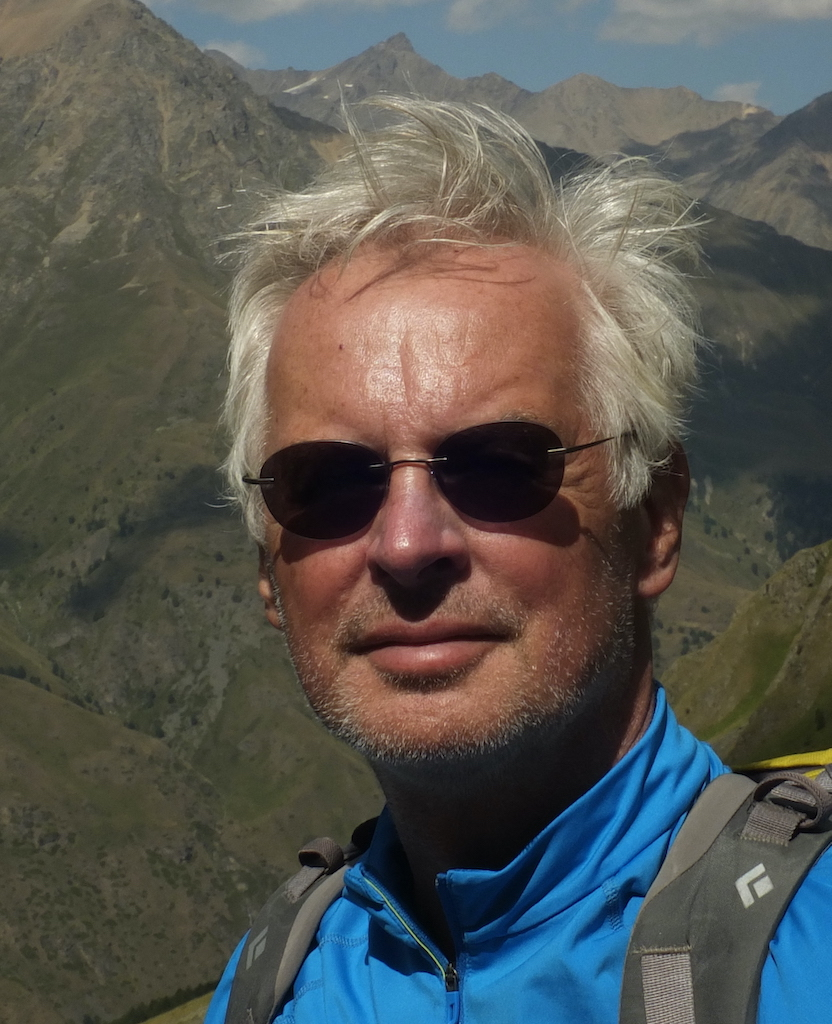
Konrad Nikolaus Kleiner (2015)

## Leben und Ausbildung
Kleiner wurde als zweites von vier Kindern von Rudolf (* 1925) und Ernestine, geborene Förstl (* 1927) in Donnerskirchen geboren.
Er absolvierte 1971 seine Matura am Musisch-pädagogischen Realgymnasium
der Diözese Eisenstadt in Eisenstadt und inskribierte im Herbst desselben Jahres an der Philosophischen Fakultät der Universität Wien „Biologie und Erdwissenschaften“ und gleichzeitig „Leibesübungen (Sport)“ als Hauptfächer. Im Jahre 1976 bewarb er sich um die Stelle eines Studienassistenten am Institut für Sportwissenschaften, Abteilung Pädagogik der Leibesübungen bei Raimund Sobotka. Er nahm die Laufbahnstelle an, schloss im selben Jahr seine Magisterstudien mit der Sponsion (Mag.rer.nat. et Mag. phil.) ab und wurde anschließend zum Universitätsassistenten am Institut für Sportwissenschaft bestellt.
Im Jahre 1981 promovierte er an der Universität Wien (Dr. phil.) mit der Dissertation Analyse des Unterrichts Leibesübungen. Untersuchung der verbalen und non-verbalen Kommunikation sowie unterrichtsbezogener Einstellungs- und Verhaltensweisen. Mit Beginn des Schuljahres 1981 trat er in den Schuldienst (Bundesgymnasium und Bundesrealgymnasium, Auf der Schmelz, Wien) und absolvierte während seiner Tätigkeit am Institut für Sportwissenschaft das Probejahr in den Fächern Biologie und Leibeserziehung. Im Jahre 1988 wurde ihm das DAAD-Stipendium für die Bundesrepublik Deutschland mit dem Projekttitel Wertsysteme des Körpers zuerkannt, das ihn an die Universitätsstandorte nach Paderborn (Wolf-Dietrich Brettschneider), nach Heidelberg ( Hermann Rieder; Udo Hanke; Gerhard Treutlein), an die Laborschule Bielefeld ( Jürgen Funke) und an die Deutsche Hochschule für Verwaltungswissenschaften Speyer ( Helmut Klages) führte.
Im Jahre 1999 habilitierte sich Konrad Kleiner an der Universität Wien mit der Habilitationsschrift Sich Auflösen in Vielfalt: Empirische Werte-Forschung im Sport und Perspektiven der Werte-Erziehung im Sportunterricht unter Bedingungen des Pluralismus und dem Habilitationskolloquium zum Thema Alles bleibt anders. Zur Bilanzierung sportpädagogischer Theoriebildung: Wartet Praxis auf neue Theorie?. Im Anschluss daran wurde ihm die Lehrbefugnis (venia docendi) für „Bewegungs- und Sportpädagogik“ an der Grund- und Integrativwissenschaftlichen Fakultät der Universität Wien verliehen (Zl: K63/16; vom 7.12.1999) und mit 1. März 2000 der Amtstitel „Ao. Universitätsprofessor“ zuerkannt (BGBl. Nr. 333, § 172b) sowie mit 1. Oktober 1999 die Leitung der Abteilung Sportpädagogik am Institut für Sportwissenschaften der Universität Wien bis zur Neubesetzung übertragen (GZ 235.287/1-I/A/1/99).
Ab 1981 war er ständiges Mitglied in der Institutskonferenz und der Studienkommission am Institut für Sportwissenschaft, Leiter der Arbeitsgemeinschaft für die Ausarbeitung des Studienplans für Studierende des Lehramts „Bewegung und Sport“ gemäß UniStG'97, Mitglied der Fakultätskommission zur Einrichtung der Studienordnung für das Lehramt, Vorsitzender der Studienkommission, Leiter der Aus- und Fortbildung für Betreuungslehrer im Fach Bewegung und Sport und Mitglied der Lehrplankommission des BM:UK zur Erarbeitung des Lehrplans für das Unterrichtsfach Leibesübungen für die 9.-13. Schulstufe sowie Fachberater des schulartübergreifenden Projekts Lehrzielbank-Leibesübungen (1983) für das berufsbildende Schulwesen (BMUK, Ab. 25).
Konrad Kleiner absolvierte Gastaufenthalte und Gastvorlesungen an der Johann Wolfgang Goethe Universität in Frankfurt am Main, an der Universität-Gesamthochschule in Kassel ( Robert Prohl), am Institut für Sportwissenschaft der Universität Hannover, übernahm die Vertretungsprofessur von Stefan Größing, Lehrveranstaltungen an der Pädagogischen Hochschule in Wien (Strebersdorf, Krems) und der Veterinärmedizin der Universität Wien (2005–2009).
Er war Gründungsmitglied und Vorsitzender der Sektion „Unterrichtsforschung im Sport“ in der Österreichischen Sportwissenschaftlichen Gesellschaft (ÖSG), Leiter der Sektion Sportpädagogik in der Österreichischen Sportwissenschaftlichen Gesellschaft (1986–2009), Präsident der Österreichischen Sportwissenschaftlichen Gesellschaft (2007–2009) und Leiter der ÖSG-Tagung zum Thema „Wahrheit in Zeiten des Wissens. Prinzipien, Standards, Werte im Sport und in der Sportwissenschaft“ (2008, Wien), Vorstandsmitglied u. a. von „Sportmeet - for a United World“ (Vortrag: UN Office, Genève, Palais des Nation, 2005, zum Thema: Sport: universal instrument for development and peace building), Studienprogrammleiter am Institut für Sportwissenschaft, Vorsitzender der Österreichischen Gesellschaft für Fachdidaktik Bewegung und Sport in der Österreichischen Gesellschaft für Fachdidaktik (ÖGfFD) und ist ordentliches Mitglied der Ethikkommission der NADA Austria (Nationale Anti-Doping Agentur Austria).
Seit 2018 ist er im Ruhestand.

## Projekte (Auswahl)
- FWF – Fonds zur Förderung wissenschaftlicher Forschung – Projekt (P06342-SOZ): „Analyse gesellschaftlich-kultureller und körperzentrierter Wertorientierungen“ (1991).
- EU-Projekt „HEALTH(a)WARE“: Das Projekt wurde als Gesundheitsprojekt im Rahmen des Life Long Learning Programms (LLP) [Projekt-Nummer: 128737-CP-1-2006-1-DE-Comenius-C21] in Kooperation mit den Universitäten Berlin, Madrid, Oslo, Poznan, Prag und Wien. durchgeführt.
- EU-Projekt „HEPE – Health and Physical Education“: Das EU-Projekt wurde als Netzwerk-Projekt Europäischer Schulen gemeinsam mit den Universitätsstädten Madrid, Oslo, Wien und Berlin entwickelt und umgesetzt.
- EU-Projekt „HELLP – Health as a Lifelong Learning Process“. Das EU-Projekt wurde als “European Health Modul for teaching P.E. students at university” bewilligt und in Kooperation mit Madrid, Wien, Poznan, Potsdam und Berlin durchgeführt.
- Projekt zur Doping-Prävention gemeinsam mit der NADA Austria.
- Projekt zur Evaluierung der „Täglichen Bewegungs- und Sporteinheit in der Modellregion Burgenland“ (Auftraggeber: Bundesministerium für Landesverteidigung und Sport (BMLVS) im Zeitraum (2017–2018)).
- Projekt „PIN-BEG – Prospektive Interventionsstudie und Ressourcenanalyse“ in Kooperation mit der Pädagogischen Hochschule Burgenland (2016–2018).
- Projekt: Adalbert Slama (2005)
- Blickbewegungsverläufe (mobiles Eye-Tracking) als Element sportdidaktischer Lehr-Lern-Forschung (2012–2018).
- Unterrichtsforschungsprojekte zu "Sportabstinenz und Sportverweigerung" von Kindern und Jugendlichen.

## Mitgliedschaften
- ÖSG – Österreichische Sportwissenschaftliche Gesellschaft
- dvs – Deutsche Vereinigung für Sportwissenschaft
- DGfE – Deutsche Gesellschaft für Erziehungswissenschaft
- ÖAGG – Österreichischer Arbeitskreis für Gruppentherapie und Gruppendynamik
- DGTA – Deutsche Gesellschaft für Transaktionsanalyse (EATA, ITAA)
- ÖfS – Österreichisches Forum Systemaufstellungen
- ÖFEB – Österreichische Gesellschaft für Forschung und Entwicklung im Bildungswesen
- IGSP – Internationale Gesellschaft für Schulpraktische Professionalisierung

## Schriften (Auswahl)
- Konturen von Zeit und Zeitdidaktik. Zur Orchestrierung von Lehr- und Lern-Zeit in Bewegung und Sport. In: Reinhold Esterbauer, Andrea Paletta, Julia Meer (Hrsg.): Der Leib und seine Zeit. Temporale Prozesse des Körpers und deren Dysregulationen im Burnout und bei anderen Leiberfahrungen. Karl Alber, Freiburg/München 2019, ISBN 978-3-495-48965-9, S. 227–272.
- Konrad Kleiner (2018). Mnemosyne: Spuren des Erinnerns und des Nichtvergessens (sport-)pädagogischer Köperdisziplinierung. In F. Bockrath & K. Schulz (Hrsg.), Kraft, Körper und Geschlecht. Reflexive Sportwissenschaft; Bd. 7. (S. 243–266). Berlin: Lehmanns Verlag. ISBN 978-3-86541-967-5.
- Konrad Kleiner, Brigitta Höger, Clemens Berthold & Lukas Stocker (2018). PINBEG – Prospektive Interventionsstudie und Ressourcenanalyse zur Bewegungs-, Ernährungs- und Gesundheitskompetenz bei Schülerinnen und Schülern der 1. bis 4. Schulstufe an Volksschulen des Burgenlandes. Wien.
- Konrad Kleiner, Johannes Stögerer & Brigitta Höger (2016). Identifying patterns in eye-tracking scanpaths to support teachers' and novices' ability to notice classroom and motor sequence learning. 21th Annual Congress of the European College of Sport Science, 6th-9th July 2016 (p. 492). European College of Sport Science. Vienna-Austria. ISBN 978-3-00-053383-9
- Konrad Kleiner & David Müller (2015). Doping und (fach-)didaktische Erwägungen. In A. Dresen, L. Form & R. Brand (Hrsg.), Handbuch Dopingforschung. Beiträge zur Lehre und Forschung im Sport, Bd. 187. (S. 147-164). Schorndorf: Verlag Karl Hofmann. ISBN 978-3-7780-4870-2.
- Konrad Kleiner (Hrsg.). (2012). Fachdidaktik „Bewegung und Sport“ im Kontext. Zwischen Orientierung und Positionierung. Purkersdorf. Verlag Brüder Hollinek. ISBN 978-3-85119-335-0)
- Konrad Kleiner (Hrsg.). (2007). Inszenieren, Differenzieren, Reflektieren. Wege sportdidaktischer Kompetenz. Purkersdorf: Verlag Brüder Hollinek. ISBN 978-3-85119-307-7.
- Konrad Kleiner (2005). Adalbert Slama. In St. Größing, W. Recla & K. Kleiner (Hrsg.), Pioniere der Sportwissenschaft (S. 245–352). Purkersdorf: Verlag Brüder Hollinek ISBN 3-85119-304-0).
- Konrad Kleiner (2000). Preference and Structure of Values of Students at Austrian High Schools and the Influence of Sports on that Value System. Bulletin: School of Physical Education, Tokai University, 30, 1, 1–14.
- Konrad Kleiner (Hrsg.). (1989). Unterrichtsforschung im Sport: Genese-Analyse-Perspektiven. Wien: Rerosch+Amtmann.
- Konrad Kleiner (Red.). (1989). Wiener Beiträge zur Sportwissenschaft. (Wissenschaftliche Gesellschaft für Leibeserziehung und Sport in Wien, Bd. 7). Wien.
- Schriftleitung und Editorial Board Member der Zeitschrift "Bewegungserziehung" bzw. "Bewegung und Sport" im Zeitraum 2001–2017. (ISS: 1726-43754).